# Acantholimon trojanum
Acantholimon trojanum är en triftväxtart som beskrevs av F.W.Mey. Acantholimon trojanum ingår i släktet Acantholimon och familjen triftväxter. Inga underarter finns listade i Catalogue of Life.